# Comtat de Navajo
El Comtat de Navajo —Navajo County (anglès)— és un comtat localitzat al nord-est de l'estat estatunidenc d'Arizona. Pren el seu nom d'una tribu ameríndia que resideix en la zona nord-oriental d'Arizona, els navahos. Segons dades del cens del 2010, té 107.449 habitants, el qual representa un augment del 10,2% respecte dels 97.470 habitants registrats en el cens del 2000. La seu de comtat és Holbrook i la municipalitat més poblada és Show Low. El comtat va ser incorporat el 21 de març del 1895.

## Geografia
Segons l'Oficina del Cens dels Estats Units, el comtat té una àrea total de 25.795,0 quilòmetres quadrats, dels quals 25.778,6 quilòmetres quadrats eren terra i 16,3 quilòmetres quadrats (0,06%) eren aigua.

### Reserves índies
El Comtat de Navajo té 17.178,7 quilòmetres quadrats (66,6% de l'àrea del comtat) de terra designada federalment com a reserva índia; és el tercer comtat nord-americà per superfície de reserves índies (després del Comtat d'Apache i del Comtat de Coconino, ambdós també a Arizona). En ordre descendent per superfície dins del comtat, les reserves són la reserva índia Navajo, la reserva índia Hopi i la reserva índia Fort Apache.

### Àrees nacionals protegides
- Apache-Sitgreaves National Forest (part)
- Navajo National Monument
- Petrified Forest National Park (part)

### Comtats adjacents
|  |  |  |
|  |  |  |
|  |  |  |

## Clima
El Comtat de Navajo té un clima entre un clima semiàrid i un clima àrid (Köppen BSk/BWk, respectivament). Els hiverns són freds i secs, mentre que els estius són càlids i relativament plujosos.
| Paràmetres climàtics mitjans de Holbrook | Paràmetres climàtics mitjans de Holbrook | Paràmetres climàtics mitjans de Holbrook | Paràmetres climàtics mitjans de Holbrook | Paràmetres climàtics mitjans de Holbrook | Paràmetres climàtics mitjans de Holbrook | Paràmetres climàtics mitjans de Holbrook | Paràmetres climàtics mitjans de Holbrook | Paràmetres climàtics mitjans de Holbrook | Paràmetres climàtics mitjans de Holbrook | Paràmetres climàtics mitjans de Holbrook | Paràmetres climàtics mitjans de Holbrook | Paràmetres climàtics mitjans de Holbrook | Paràmetres climàtics mitjans de Holbrook |
| Mes                                      | Gen.                                     | Feb.                                     | Mar.                                     | Abr.                                     | Mai.                                     | Jun.                                     | Jul.                                     | Ago.                                     | Set.                                     | Oct.                                     | Nov.                                     | Des.                                     | Anual                                    |
| ---------------------------------------- | ---------------------------------------- | ---------------------------------------- | ---------------------------------------- | ---------------------------------------- | ---------------------------------------- | ---------------------------------------- | ---------------------------------------- | ---------------------------------------- | ---------------------------------------- | ---------------------------------------- | ---------------------------------------- | ---------------------------------------- | ---------------------------------------- |
| Temperatura màxima registrada °C (°F)    | 23 (73,4)                                | 37 (98,6)                                | 32 (89,6)                                | 34 (93,2)                                | 38 (100,4)                               | 42 (107,6)                               | 41 (105,8)                               | 43 (109,4)                               | 41 (105,8)                               | 36 (96,8)                                | 32 (89,6)                                | 26 (78,8)                                | 43 (109,4)                               |
| Temperatura mínima registrada °C (°F)    | −29 (−20,2)                              | −28 (−18,4)                              | −17 (1,4)                                | −12 (10,4)                               | −11 (12,2)                               | −1 (30,2)                                | 5 (41)                                   | 2 (35,6)                                 | −8 (17,6)                                | −9 (15,8)                                | −23 (−9,4)                               | −29 (−20,2)                              | −29 (−20,2)                              |
| Temperatura diària màxima °C (°F)        | 10,3 (50,5)                              | 14,4 (57,9)                              | 18,4 (65,1)                              | 22,9 (73,2)                              | 27,7 (81,9)                              | 33,4 (92,1)                              | 35,2 (95,4)                              | 33,4 (92,1)                              | 30,2 (86,4)                              | 23,7 (74,7)                              | 16,4 (61,5)                              | 10,8 (51,4)                              | 23,1 (73,6)                              |
| Temperatura diària mínima °C (°F)        | −6,2 (20,8)                              | −3,8 (25,2)                              | −0,9 (30,4)                              | 2,2 (36)                                 | 6,3 (43,3)                               | 10,8 (51,4)                              | 15,4 (59,7)                              | 15,0 (59)                                | 10,5 (50,9)                              | 3,4 (38,1)                               | −2,4 (27,7)                              | −6,2 (20,8)                              | 3,7 (38,7)                               |
| Precipitació total mm (polzades)         | 18,0 (0,7)                               | 16,8 (0,7)                               | 18,3 (0,7)                               | 9,4 (0,4)                                | 9,7 (0,4)                                | 5,1 (0,2)                                | 29,7 (1,2)                               | 38,4 (1,5)                               | 30,0 (1,2)                               | 27,2 (1,1)                               | 16,8 (0,7)                               | 14,5 (0,6)                               | 233,7 (9,2)                              |
| Font: NOAA                               |                                          |                                          |                                          |                                          |                                          |                                          |                                          |                                          |                                          |                                          |                                          |                                          |                                          |

| Paràmetres climàtics mitjans de Show Low | Paràmetres climàtics mitjans de Show Low | Paràmetres climàtics mitjans de Show Low | Paràmetres climàtics mitjans de Show Low | Paràmetres climàtics mitjans de Show Low | Paràmetres climàtics mitjans de Show Low | Paràmetres climàtics mitjans de Show Low | Paràmetres climàtics mitjans de Show Low | Paràmetres climàtics mitjans de Show Low | Paràmetres climàtics mitjans de Show Low | Paràmetres climàtics mitjans de Show Low | Paràmetres climàtics mitjans de Show Low | Paràmetres climàtics mitjans de Show Low | Paràmetres climàtics mitjans de Show Low |
| Mes                                      | Gen.                                     | Feb.                                     | Mar.                                     | Abr.                                     | Mai.                                     | Jun.                                     | Jul.                                     | Ago.                                     | Set.                                     | Oct.                                     | Nov.                                     | Des.                                     | Anual                                    |
| ---------------------------------------- | ---------------------------------------- | ---------------------------------------- | ---------------------------------------- | ---------------------------------------- | ---------------------------------------- | ---------------------------------------- | ---------------------------------------- | ---------------------------------------- | ---------------------------------------- | ---------------------------------------- | ---------------------------------------- | ---------------------------------------- | ---------------------------------------- |
| Temperatura diària màxima °C (°F)        | 7,8 (46)                                 | 8,9 (48)                                 | 12,2 (54)                                | 18,3 (64,9)                              | 22,2 (72)                                | 28,5 (83,3)                              | 30,0 (86)                                | 28,3 (82,9)                              | 26,8 (80,2)                              | 21,1 (70)                                | 12,9 (55,2)                              | 7,1 (44,8)                               | 18,9 (66)                                |
| Temperatura diària mínima °C (°F)        | −6,7 (19,9)                              | −6,0 (21,2)                              | −3,6 (25,5)                              | 0,6 (33,1)                               | 3,6 (38,5)                               | 8,3 (46,9)                               | 13,0 (55,4)                              | 12,4 (54,3)                              | 9,1 (48,4)                               | 2,7 (36,9)                               | −4,4 (24,1)                              | −7,0 (19,4)                              | 1,9 (35,4)                               |
| Precipitació total mm (polzades)         | 47,2 (1,9)                               | 33,2 (1,3)                               | 37,1 (1,5)                               | 18,3 (0,7)                               | 9,7 (0,4)                                | 13,7 (0,5)                               | 67,3 (2,6)                               | 57,9 (2,3)                               | 32,3 (1,3)                               | 34,0 (1,3)                               | 32,0 (1,3)                               | 34,3 (1,4)                               | 417,1 (16,4)                             |
| Font: Western Regional Climate Center    |                                          |                                          |                                          |                                          |                                          |                                          |                                          |                                          |                                          |                                          |                                          |                                          |                                          |

| Paràmetres climàtics mitjans de Winslow | Paràmetres climàtics mitjans de Winslow | Paràmetres climàtics mitjans de Winslow | Paràmetres climàtics mitjans de Winslow | Paràmetres climàtics mitjans de Winslow | Paràmetres climàtics mitjans de Winslow | Paràmetres climàtics mitjans de Winslow | Paràmetres climàtics mitjans de Winslow | Paràmetres climàtics mitjans de Winslow | Paràmetres climàtics mitjans de Winslow | Paràmetres climàtics mitjans de Winslow | Paràmetres climàtics mitjans de Winslow | Paràmetres climàtics mitjans de Winslow | Paràmetres climàtics mitjans de Winslow |
| Mes                                     | Gen.                                    | Feb.                                    | Mar.                                    | Abr.                                    | Mai.                                    | Jun.                                    | Jul.                                    | Ago.                                    | Set.                                    | Oct.                                    | Nov.                                    | Des.                                    | Anual                                   |
| --------------------------------------- | --------------------------------------- | --------------------------------------- | --------------------------------------- | --------------------------------------- | --------------------------------------- | --------------------------------------- | --------------------------------------- | --------------------------------------- | --------------------------------------- | --------------------------------------- | --------------------------------------- | --------------------------------------- | --------------------------------------- |
| Temperatura màxima registrada °C (°F)   | 24 (75,2)                               | 28 (82,4)                               | 31 (87,8)                               | 34 (93,2)                               | 39 (102,2)                              | 41 (105,8)                              | 43 (109,4)                              | 40 (104)                                | 37 (98,6)                               | 34 (93,2)                               | 28 (82,4)                               | 23 (73,4)                               | 43 (109,4)                              |
| Temperatura mínima registrada °C (°F)   | −28 (−18,4)                             | −23 (−9,4)                              | −14 (6,8)                               | −10 (14)                                | −5 (23)                                 | −2 (28,4)                               | 6 (42,8)                                | 5 (41)                                  | −2 (28,4)                               | −11 (12,2)                              | −26 (−14,8)                             | −28 (−18,4)                             | −28 (−18,4)                             |
| Temperatura diària màxima °C (°F)       | 8,4 (47,1)                              | 12,4 (54,3)                             | 16,4 (61,5)                             | 21,0 (69,8)                             | 26,1 (79)                               | 32,2 (90)                               | 33,9 (93)                               | 32,3 (90,1)                             | 28,6 (83,5)                             | 22,1 (71,8)                             | 14,3 (57,7)                             | 8,4 (47,1)                              | 21,3 (70,3)                             |
| Temperatura diària mínima °C (°F)       | −5,9 (21,4)                             | −3,6 (25,5)                             | −0,5 (31,1)                             | 2,7 (36,9)                              | 7,4 (45,3)                              | 12,3 (54,1)                             | 16,7 (62,1)                             | 16,2 (61,2)                             | 11,6 (52,9)                             | 4,5 (40,1)                              | −1,8 (28,8)                             | −6,1 (21)                               | 4,5 (40,1)                              |
| Precipitació total mm (polzades)        | 11,7 (0,5)                              | 13,5 (0,5)                              | 15,5 (0,6)                              | 6,9 (0,3)                               | 9,1 (0,4)                               | 7,6 (0,3)                               | 30,0 (1,2)                              | 33,3 (1,3)                              | 25,9 (1)                                | 22,9 (0,9)                              | 14,0 (0,6)                              | 10,2 (0,4)                              | 200,4 (7,9)                             |
| Font: NOAA                              |                                         |                                         |                                         |                                         |                                         |                                         |                                         |                                         |                                         |                                         |                                         |                                         |                                         |

## Transport

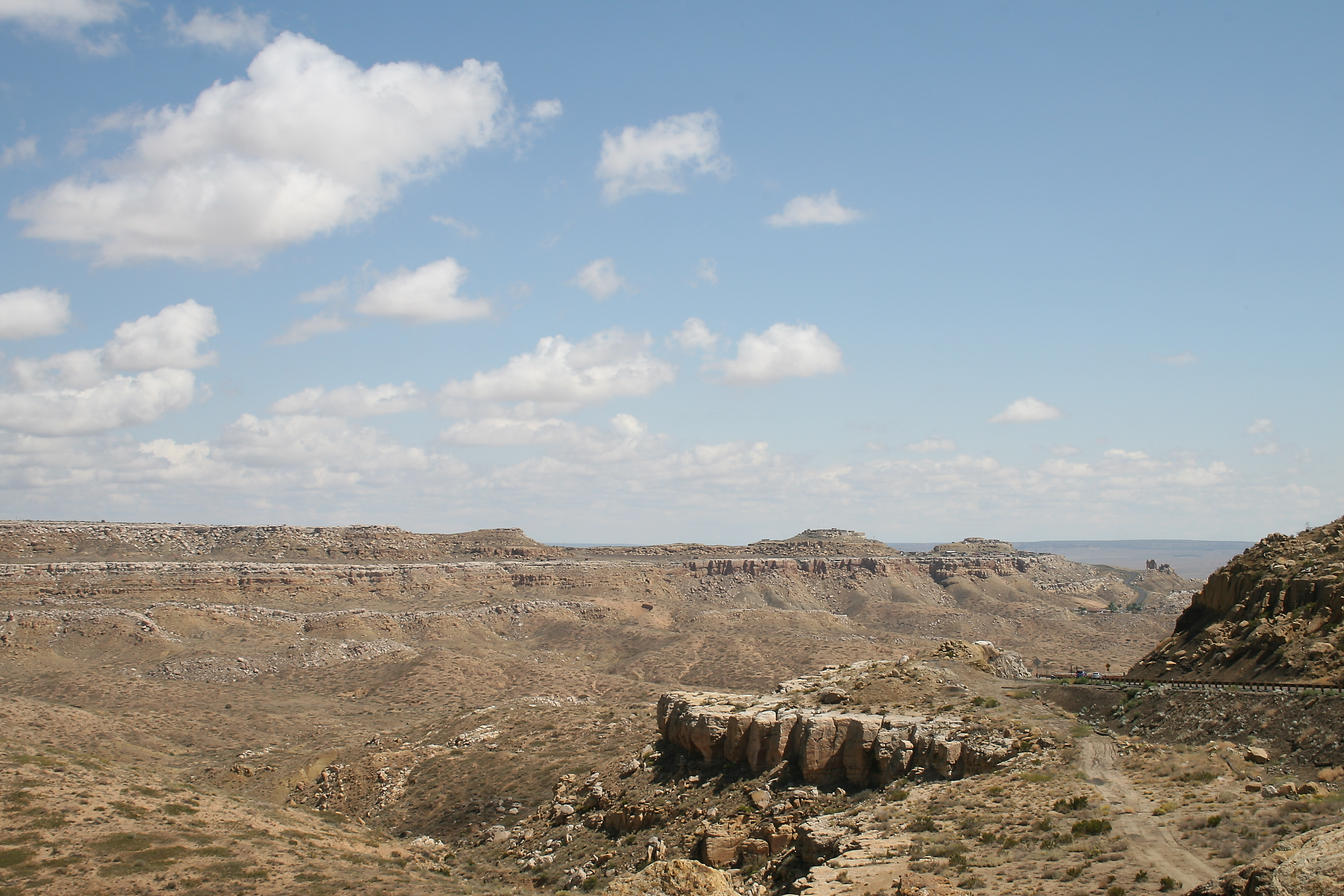
Vista de Second Mesa des de l'Arizona State Route 264

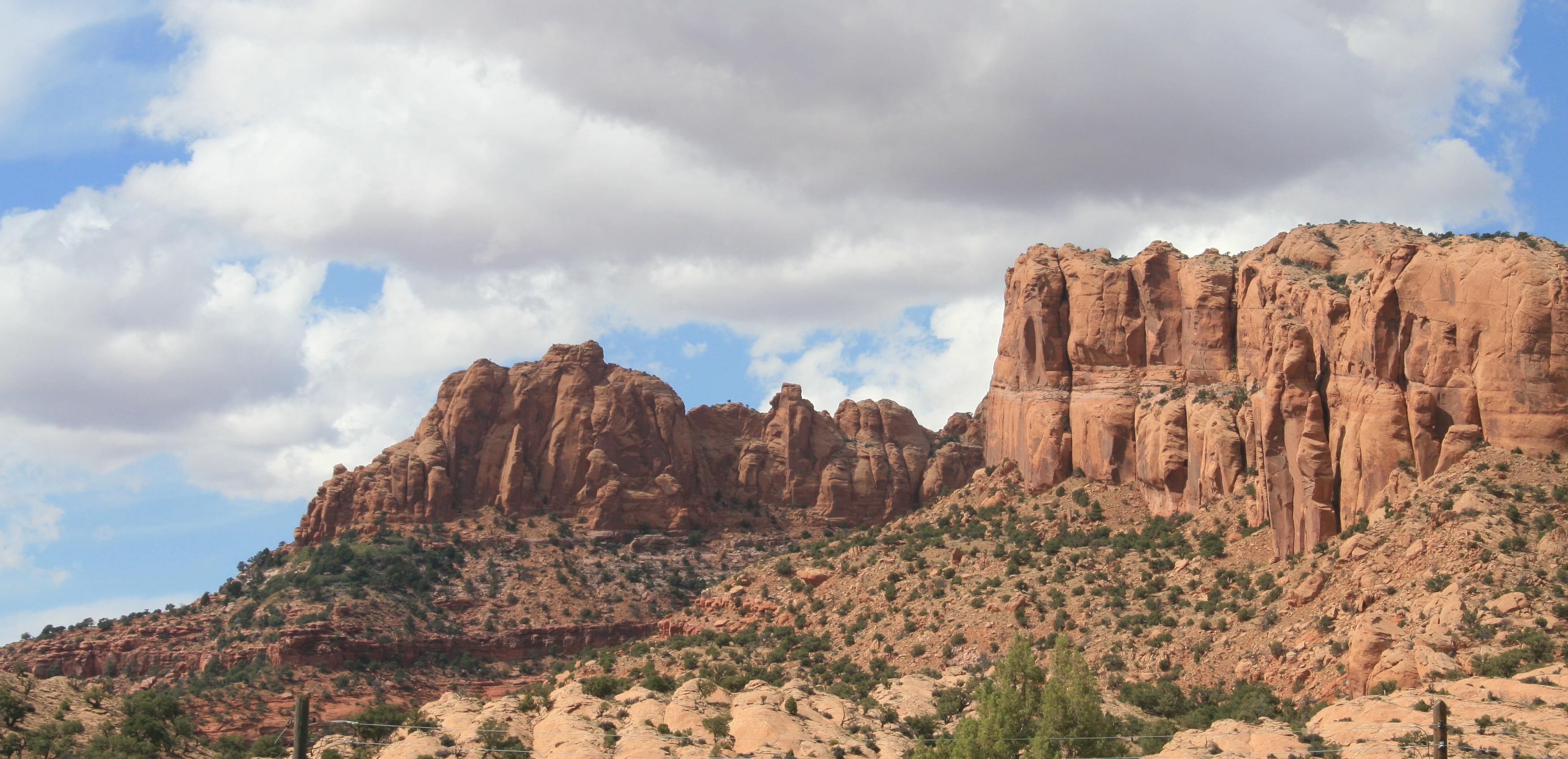
Vista del Canyó de Tsegi des de la U.S. Route 160

### Autovies principals
- Interstate 40
- U.S. Route 60
- U.S. Route 160
- U.S. Route 163
- U.S. Route 180
- State Route 77
- State Route 87
- State Route 98
- State Route 99
- State Route 260
- State Route 264
- State Route 277
- State Route 377

### Aeroports
El Comtat de Navajo té un total de cinc aeroports públics (en parèntesis el codi FAA):
- Aeroport Municipal de Holbrook — Holbrook (P14)
- Aeroport de Kayenta — Kayenta (0V7)
- Aeroport Regional de Show Low — Show Low (SOW)
- Aeroport de Taylor — Taylor (TYL)
- Aeroport Regional de Winslow-Lindbergh — Winslow (INW)

## Política
El Comtat de Navajo és tradicionalment un comtat Republicà —encara que varia sovint en les eleccions entre el Partit Republicà i el Partit Demòcrata— en les eleccions presidencials i congressionals. L'últim Demòcrata capaç de guanyar el vot popular del comtat va ser Bill Clinton el 1996. En les eleccions per a governador, el Comtat de Navajo és habitualment un comtat Demòcrata, ja que des del 1974 vuit cops ha estat votat un candidat Demòcrata i dos cops un Republicà.
La majoria del comtat es troba al 1r districte congressual d'Arizona, un districte que no és històricament ni Demòcrata ni Republicà —varia entre els dos— que avui en dia és representat pel Republicà Paul Gosar de Flagstaff; la reserva Hopi, en canvi, es troba al 2n districte congressual d'Arizona, un districte històricament Republicà que avui en dia és representat pel Republicà Trent Franks de Glendale. En la Cambra de Representants estatal és representat per dos Demòcrates en el 2n districte estatal i dos Republicans en el 1r districte estatal; en el Senat estatal és representat per un Demòcrata en el 2n districte estatal i un Republicà en el 1r districte estatal.
| Districte               | Representant      | Partit    | Residència     |
| ----------------------- | ----------------- | --------- | -------------- |
| Cambra de Representants |                   |           |                |
| 1r                      | Andy Tobin        | Republicà | Dewey-Humboldt |
| 1r                      | Karen Fann        | Republicà | Prescott       |
| 2n                      | Tom Chabin        | Demòcrata | Flagstaff      |
| 2n                      | Albert Hale       | Demòcrata | St. Michaels   |
| Senat                   |                   |           |                |
| 1r                      | Steve Pierce      | Republicà | Prescott       |
| 2n                      | Jack Jackson, Jr. | Demòcrata | Window Rock    |

## Demografia

### 2000

Piràmide de població del Comtat de Navajo (2000)

Segons el cens del 2000, hi havia 97.470 habitants, 30.043 llars i 23.073 famílies residint en el comtat. La densitat de població era d'unes 4 persones per quilòmetre quadrat. Hi havia 47.413 cases en una densitat d'unes 2 per quilòmetre quadrat. La composició racial del comtat era d'un 47,74% amerindis, un 45,91% blancs, un 0,88% negres o afroamericans, un 0,33% asiàtics, un 0,05% illencs pacífics, un 3,15% d'altres races i un 1,95% de dos o més races. Un 8,22% de la població eren hispànics o llatinoamericans de qualsevol raça.
Hi havia 30.043 llars de les quals un 40,50% tenien menors de 18 anys vivint-hi, un 55,50% tenien parelles casades vivint juntes, un 16,30% tenien una dona com a cap de la llar sense cap marit present i un 23,20% no eren famílies. Un 19,90% de les llars tenien només una persona vivint-hi i un 7,20% tenien algú vivint-hi sol major de 64 anys. La mitjana de mida de la llar era de 3,17 persones i la mitjana de mida de la família era de 3,68 persones.
Pel comtat la població s'estenia en un 35,40% menors de 18 anys, un 8,80% de 18 a 24 anys, un 25,30% de 25 a 44 anys, un 20,40% de 45 a 64 anys i un 10,00% majors de 64 anys. L'edat mediana era de 30 anys. Per cada 100 dones hi havia 98,70 homes. Per cada 100 dones majors de 17 anys hi havia 97,20 homes.
L'ingrés econòmic anual de mediana per a cada llar en el comtat era de 28.569 $ i l'ingrés econòmic anual de mediana per a cada família era de 32.409 $. Els homes tenien un ingrés econòmic anual de mediana de 30.509 $ mentre que les dones en tenien de 21.621 $. La renda per capita del comtat era d'11.609 $. Un 23,40% de les famílies i un 29,50% de la població vivien per sota del llindar de pobresa, incloent-n'hi dels quals un 36,60% menors de 18 anys i un 20,30% majors de 64 anys.

### 2010
El cens dels Estats Units del 2010 va informar que el Comtat de Navajo tenia 107.449 habitants. La composició racial del Comtat de Navajo era de 52.972 (49,3%) blancs, 938 (0,9%) negres o afroamericans, 46.611 (43,4%) amerindis, 580 (0,5%) asiàtics, 75 (0,1%) illencs pacífics, 3.625 (3,4%) d'altres races i 2.648 (2,5%) de dos o més races. Hispànics o llatinoamericans de qualsevol raça formaven el 10,8% (11.571 habitants) de la població.
| Població segons el cens dels Estats Units del 2010 | Població segons el cens dels Estats Units del 2010 | Població segons el cens dels Estats Units del 2010 | Població segons el cens dels Estats Units del 2010 | Població segons el cens dels Estats Units del 2010 | Població segons el cens dels Estats Units del 2010 | Població segons el cens dels Estats Units del 2010 | Població segons el cens dels Estats Units del 2010 | Població segons el cens dels Estats Units del 2010 | Població segons el cens dels Estats Units del 2010 |
| El comtat                                          | Població total                                     | Blancs                                             | Afroamericans                                      | Amerindis                                          | Asiàtics                                           | Illencs pacífics                                   | Altres races                                       | Dos o més races                                    | Hispànics o llatinoamericans (de qualsevol raça)   |
| -------------------------------------------------- | -------------------------------------------------- | -------------------------------------------------- | -------------------------------------------------- | -------------------------------------------------- | -------------------------------------------------- | -------------------------------------------------- | -------------------------------------------------- | -------------------------------------------------- | -------------------------------------------------- |
| Comtat de Navajo                                   | 107.499                                            | 52.972                                             | 938                                                | 46.611                                             | 580                                                | 75                                                 | 3.625                                              | 2.648                                              | 11.571                                             |
| Entitats de població                               | Població total                                     | Blancs                                             | Afroamericans                                      | Amerindis                                          | Asiàtics                                           | Illencs pacífics                                   | Altres races                                       | Dos o més races                                    | Hispànics o llatinoamericans (de qualsevol raça)   |
| Chilchinbito                                       | 506                                                | 3                                                  | 0                                                  | 503                                                | 0                                                  | 0                                                  | 0                                                  | 0                                                  | 6                                                  |
| Cibecue                                            | 1.713                                              | 13                                                 | 2                                                  | 1.651                                              | 29                                                 | 0                                                  | 7                                                  | 11                                                 | 32                                                 |
| Dilkon                                             | 1.184                                              | 6                                                  | 1                                                  | 1.172                                              | 0                                                  | 0                                                  | 1                                                  | 4                                                  | 17                                                 |
| East Fork                                          | 699                                                | 1                                                  | 0                                                  | 694                                                | 0                                                  | 0                                                  | 0                                                  | 4                                                  | 18                                                 |
| First Mesa                                         | 1.555                                              | 22                                                 | 0                                                  | 1.520                                              | 5                                                  | 0                                                  | 1                                                  | 7                                                  | 15                                                 |
| Greasewood                                         | 547                                                | 9                                                  | 4                                                  | 520                                                | 0                                                  | 0                                                  | 1                                                  | 13                                                 | 11                                                 |
| Heber-Overgaard                                    | 2.822                                              | 2.545                                              | 7                                                  | 60                                                 | 8                                                  | 5                                                  | 126                                                | 71                                                 | 326                                                |
| Holbrook                                           | 5.053                                              | 2.819                                              | 135                                                | 1.332                                              | 66                                                 | 2                                                  | 405                                                | 294                                                | 1.281                                              |
| Hotevilla-Bacavi                                   | 957                                                | 21                                                 | 1                                                  | 928                                                | 1                                                  | 0                                                  | 2                                                  | 4                                                  | 27                                                 |
| Jeddito                                            | 293                                                | 21                                                 | 4                                                  | 246                                                | 10                                                 | 0                                                  | 0                                                  | 12                                                 | 8                                                  |
| Kayenta                                            | 5.189                                              | 237                                                | 13                                                 | 4.788                                              | 4                                                  | 1                                                  | 16                                                 | 130                                                | 102                                                |
| Keams Canyon                                       | 304                                                | 24                                                 | 1                                                  | 270                                                | 1                                                  | 0                                                  | 0                                                  | 8                                                  | 11                                                 |
| Kykotsmovi Village                                 | 746                                                | 37                                                 | 1                                                  | 692                                                | 2                                                  | 1                                                  | 1                                                  | 12                                                 | 23                                                 |
| McNary                                             | 526                                                | 28                                                 | 2                                                  | 472                                                | 0                                                  | 0                                                  | 11                                                 | 17                                                 | 78                                                 |
| Oljato-Monument Valley                             | 154                                                | 1                                                  | 0                                                  | 152                                                | 0                                                  | 0                                                  | 0                                                  | 1                                                  | 6                                                  |
| Pinetop-Lakeside                                   | 4.282                                              | 3.814                                              | 25                                                 | 146                                                | 33                                                 | 0                                                  | 169                                                | 95                                                 | 618                                                |
| Pinon                                              | 904                                                | 64                                                 | 3                                                  | 603                                                | 19                                                 | 0                                                  | 4                                                  | 11                                                 | 25                                                 |
| Second Mesa                                        | 962                                                | 21                                                 | 2                                                  | 921                                                | 10                                                 | 0                                                  | 0                                                  | 8                                                  | 24                                                 |
| Shongopovi                                         | 831                                                | 1                                                  | 0                                                  | 824                                                | 1                                                  | 0                                                  | 1                                                  | 4                                                  | 12                                                 |
| Shonto                                             | 591                                                | 30                                                 | 3                                                  | 547                                                | 0                                                  | 0                                                  | 4                                                  | 7                                                  | 26                                                 |
| Show Low                                           | 10.660                                             | 9.341                                              | 47                                                 | 438                                                | 84                                                 | 16                                                 | 447                                                | 287                                                | 1.360                                              |
| Snowflake                                          | 5.590                                              | 4.727                                              | 7                                                  | 361                                                | 12                                                 | 12                                                 | 335                                                | 136                                                | 661                                                |
| Taylor                                             | 4.112                                              | 3.535                                              | 9                                                  | 197                                                | 12                                                 | 3                                                  | 245                                                | 111                                                | 546                                                |
| Whiteriver                                         | 4.104                                              | 39                                                 | 2                                                  | 3.972                                              | 27                                                 | 0                                                  | 7                                                  | 57                                                 | 73                                                 |
| Winslow                                            | 9.655                                              | 5.155                                              | 547                                                | 2.478                                              | 96                                                 | 11                                                 | 870                                                | 498                                                | 3.171                                              |
| Winslow West                                       | 438                                                | 189                                                | 5                                                  | 192                                                | 0                                                  | 0                                                  | 19                                                 | 33                                                 | 76                                                 |
| Àrees no incorporades                              | Població total                                     | Blancs                                             | Afroamericans                                      | Amerindis                                          | Asiàtics                                           | Illencs pacífics                                   | Altres races                                       | Dos o més races                                    | Hispànics o llatinoamericans (de qualsevol raça)   |
| Àrees no incorporades i la resta del comtat        | 43.122                                             | 20.269                                             | 117                                                | 20.932                                             | 160                                                | 24                                                 | 953                                                | 813                                                | 3.018                                              |

### Llengües parlades
Segons dades del 2005 de la Modern Language Association, un total de disset llengües tenien 20 o més parlants. Les llengües maternes eren les següents.

## Educació

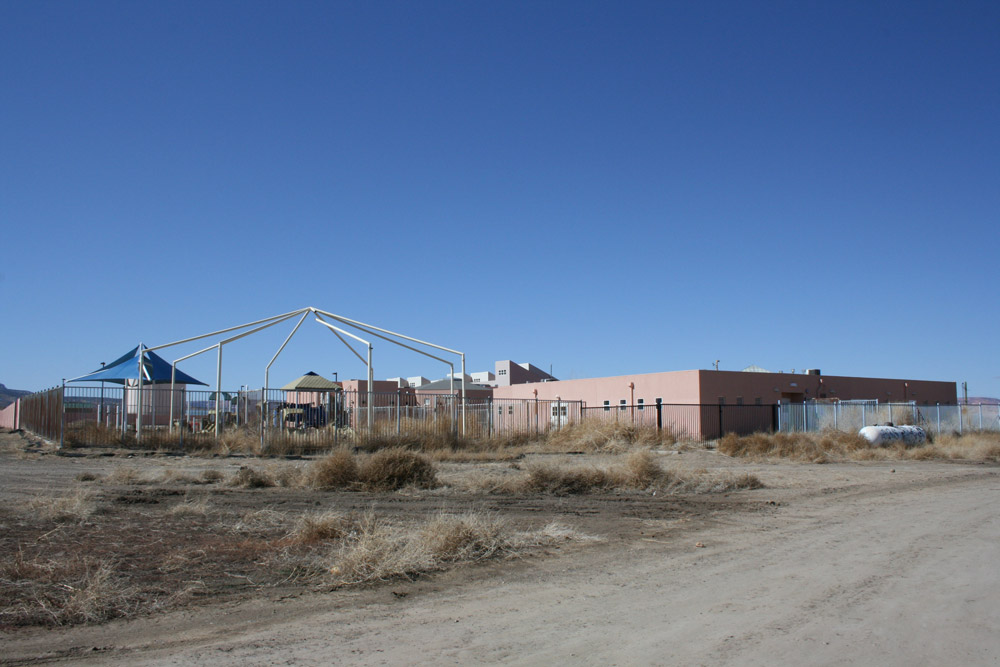
L'escola primària de Kayenta forma part del Kayenta Unified School District (Districte Escolar Unificat de Kayenta)

El comtat és servit pels següents districtes escolars.
| - Blue Ridge Unified School District - Cedar Unified School District - Heber-Overgaard Unified School District - Holbrook Unified School District - Joseph City Unified School District - Kayenta Unified School District | - Piñon Unified School District - Show Low Unified School District - Snowflake Unified School District - Whiteriver Unified School District - Winslow Unified School District |